# Alchemilla propinquoides
Alchemilla propinquoides es una especie de planta del género Alchemilla, perteneciente a la familia Rosaceae.

## Taxonomía
Alchemilla propinquoides fue descrita por Czkalov en 2021.

## Distribución
Se encuentra en el territorio de Cáucaso septentrional y Transcaucasia.